# 야마우치 가즈노리
야마우치 가즈노리(山内一典 1967년 8월 5일 ~ )는 일본의 게임 개발자이자 자동차 경주 선수이다. 게임 제작사 폴리포니 디지털의 설립자이자 대표로, 《그란 투리스모 시리즈》의 프로듀서이다.
각종 자동차 내구 레이스에 참전하고 있기도 하다.